# Agave producta
Agave producta ist eine Pflanzenart aus der Gattung der Agaven (Agave) in der Unterfamilie der Agavengewächse (Agavoideae). Das Artepitheton producta stammt aus dem Lateinischen, bedeutet ‚verlängert‘ und verweist auf die langen Blätter der Art.

## Beschreibung
Agave producta erreicht Wuchshöhen von 80 bis 90 Zentimeter. Der Stamm ist an der Basis zwiebelartig und weist Durchmesser von 1,2 bis 3,5 Zentimeter auf. Die grünen, manchmal wenig glauken, verlängerten sowie verkehrt lanzettlichen Laubblätter sind etwa 30 Zentimeter lang und nahe der Spitze 1 bis 1,2 Zentimeter breit. Oben sind sie flach, unten trogförmig.
Der „ährige“ Blütenstand trägt mehr als 20 paarig angeordnete Blüten. Der an der Basis rötliche Schaft ist oben glauk und auf der gesamten Länge kahl. Die eiförmig-linealischen Brakteen laufen spitz zu. Sie sind mit 10 bis 15 Millimeter ebenso lang wie die rötlichen Blütenstiele. Die insgesamt 2 Zentimeter langen Perigonblätter der Blüten sind rot. Die schlanke Blütenröhre ist über ihrer Basis gebogen und steht annähernd im rechten Winkel zur Fruchtknotenachse. Die Spitzen der Staubbeutel ragen knapp aus der Blütenröhre heraus.
Über die Früchte und Samen ist nichts bekannt.

## Systematik und Verbreitung
Agave producta ist im mexikanischen Bundesstaat Guerrero verbreitet. 
Die Erstbeschreibung als Polianthes elongata durch Joseph Nelson Rose wurde 1906 veröffentlicht. Joachim Thiede und Urs Eggli stellten die Art 1999 in die Gattung Agave. Dabei mussten sie einen neuen Namen wählen, da bereits die Art Agave elongata Jacobi (1865) existierte.
Die Art gehört in die Untergattung Manfreda und wird dort der Polianthes-Gruppe zugeordnet. Sie ist kaum bekannt.

## Nachweise